# Alana Gonçalo da Silva
Alana Gonçalo da Silva (San Paolo, 23 settembre 1994) è una cestista brasiliana.

## Carriera
Con il Brasile ha disputato tre edizioni dei Campionati americani (2019, 2021, 2023).